# غيلبرت ماكليستر
غيلبرت ماكليستر (بالإنجليزية: Gilbert McAllister)‏ هو سياسي بريطاني (وحمل سابقاً جنسية المملكة المتحدة لبريطانيا العظمى وأيرلندا)، ولد في 26 مارس 1906، وتوفي في 27 مايو 1964. حزبياً، نشط في حزب العمال. في الانتخابات العامة في المملكة المتحدة 1945 ‏، انتخب عضو برلمان المملكة المتحدة الـ38 عن دائرة Rutherglen ‏ (5 يوليو 1945 – 3 فبراير 1950) وفي الانتخابات العامة في المملكة المتحدة 1950 ‏، انتخب عضو برلمان المملكة المتحدة الـ39 عن دائرة Rutherglen ‏ (23 فبراير 1950 – 5 أكتوبر 1951).